# FK Spartak Plovdiv
Maillots
Le Futbolen Klub Spartak Plovdiv (en bulgare : Футболен Клуб Спартак Пловдив), plus couramment abrégé en Spartak Plovdiv, est un club bulgare de football fondé en 1947 et basé dans la ville de Plovdiv.
Ce club évolue en seconde division du championnat de Bulgarie.

## Bilan sportif

### Palmarès
| Compétitions nationales | Compétitions internationales                           |
| --- | ------------------------------------------------------ |
| - Championnat de Bulgarie (1) : - Champion : 1962-63. - Vice-Champion : 1961-62. - Coupe de Bulgarie (1) : - Vainqueur : 1958. - Finaliste : 1955 et 1958-59. | - Coupe des Balkans des clubs : - Finaliste : 1963-64. |

### Bilan européen
Note : dans les résultats ci-dessous, le score du club est toujours donné en premier
| Saison    | Compétition                | Tour                | Club             | Domicile | Extérieur | Total |
| --------- | -------------------------- | ------------------- | ---------------- | -------- | --------- | ----- |
| 1963-1964 | Coupe des clubs champions  | Seizièmes de finale | Partizani Tirana | 3 - 1    | 0 - 1     | 3 - 2 |
| 1963-1964 | Coupe des clubs champions  | Huitièmes de finale | PSV Eindhoven    | 0 - 1    | 0 - 0     | 0 - 1 |
| 1966-1967 | Coupe des villes de foires | Seizièmes de finale | Benfica Lisbonne | 1 - 1    | 0 - 3     | 1 - 4 |

Légende
- Victoire ou qualification pour le tour suivant
- Match nul
- Défaite ou élimination de la compétition

## Personnalités du club

### Présidents du club
- Lioudmil Bojilov
- Georgi Kolev

### Entraîneurs du club
- Nikolai Kirov
- Stefan Ouchikov